# Aéroport de Grise Fiord
L'aéroport de Grise Fiord est un aéroport situé au Nunavut, au Canada.